# Neljäs Kuikkalampi
Neljäs Kuikkalampi, Kolmas Kuikkalampi , Väärä Kuikkalampi och Ylimmäinen Kuikkalampi, eller Kuikkalammit är sjöar i Finland. De ligger i kommunen Kuusamo i landskapet Norra Österbotten, i den nordöstra delen av landet, 700 km norr om huvudstaden Helsingfors. Ylimmäinen Kuikkalampi ligger 248,2 meter över havet. Arean är 17,9 hektar och strandlinjen är 2,04 kilometer lång. Arean är 23,4 hektar och strandlinjen är 3,07 kilometer lång. Sjön  ingår i Kems huvudavrinningsområde. 